# Stenocereus alamosensis

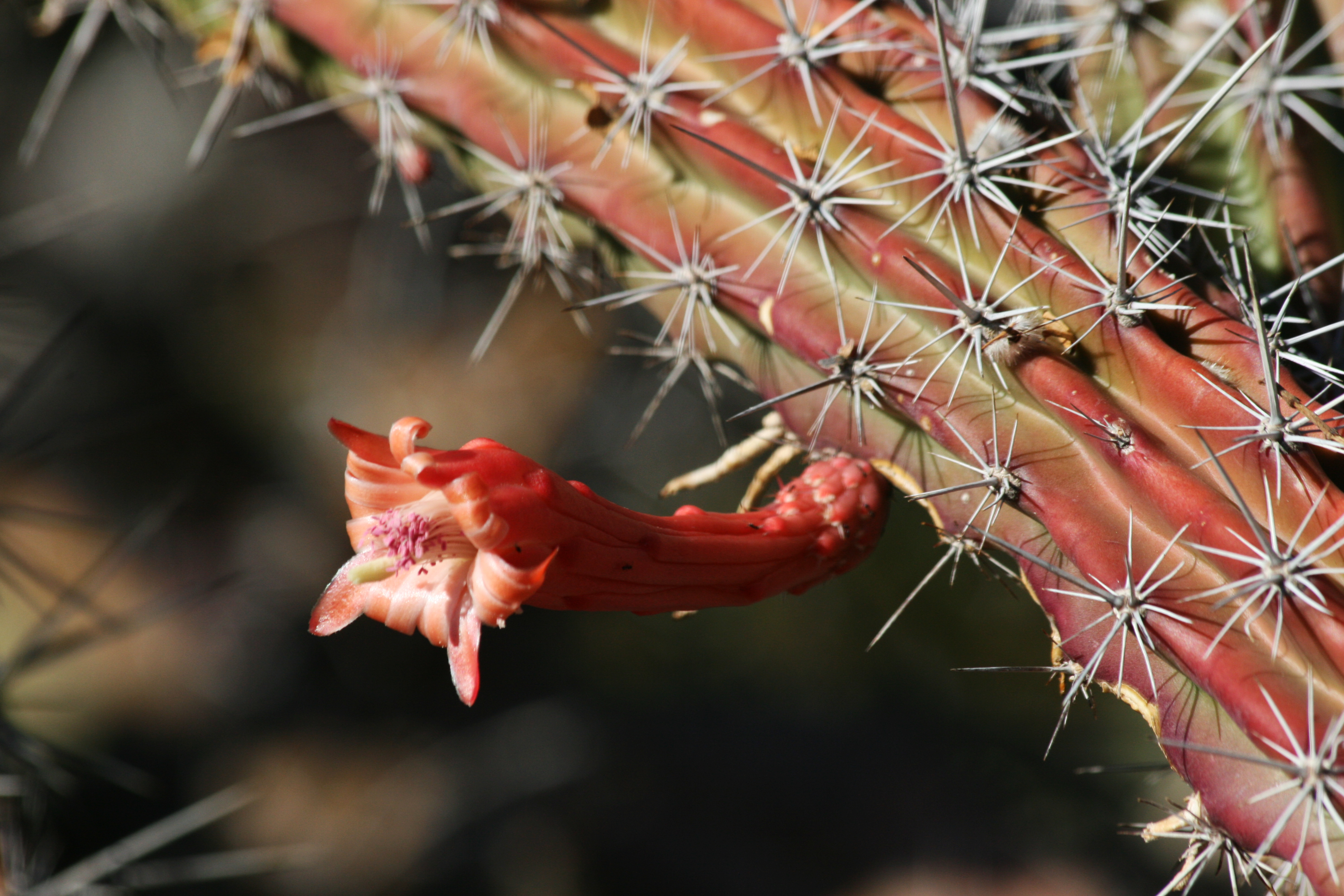
Blüte

Stenocereus alamosensis ist eine Pflanzenart aus der Gattung Stenocereus in der Familie der Kakteengewächse (Cactaceae). Das Artepitheton alamosensis verweist auf das Vorkommen der Art bei der mexikanischen Stadt Álamos. Spanische Trivialnamen sind „Cina“, „Nacido“, „Sina“ und „Tasajo“.

## Beschreibung
Stenocereus alamosensis wächst strauchig mit oft übergebogenen, säulenförmigen, bläulich grünen Trieben von bis zu 8 Zentimeter Durchmesser und erreicht Wuchshöhen von 2 bis 4 Meter. Es sind fünf bis acht, leicht bogige Rippen vorhanden, die bis zu 1 Zentimeter hoch sind. Die ein bis vier, kräftigen, abstehenden, weißlichen Mitteldornen sind bis zu 4,5 Zentimeter lang. Die elf bis 18 Randdornen sind ebenfalls weißlich und weisen eine Länge von 1,3 bis 2,2 Zentimeter auf.
Die röhrenförmigen, roten Blüten öffnen sich am Tag. Sie sind 7 bis 10 Zentimeter lang und erreichen einen Durchmesser von 2 bis 3 Zentimeter. Ihre Blütenhüllblätter sind zurückgebogen. Die kugelförmigen, roten Früchte sind bei der Reife meist kahl. Sie besitzen einen ausdauernden Blütenrest und erreichen einen Durchmesser von 3 bis 4,5 Zentimeter.

## Verbreitung, Systematik und Gefährdung
Stenocereus alamosensis ist in den mexikanischen Bundesstaaten Sonora und Sinaloa in Höhenlagen von 0 bis 800 m verbreitet.
Die Erstbeschreibung als Cereus alamosensis erfolgte 1896 durch John Merle Coulter. Arthur Charles Gibson und Karl E. Horak stellten die Art 1979 in die Gattung Stenocereus. Ein weiteres nomenklatorisches Synonym ist Rathbunia alamosensis (J.M.Coult.) Britton & Rose (1909). Ein taxonomisches Synonym ist unter anderem Cereus sonorensis Runge ex K.Schum. (1901).    
In der Roten Liste gefährdeter Arten der IUCN wird die Art als „Vulnerable (VU)“, d. h. als gefährdet geführt.

## Nachweise